# NEC D780C

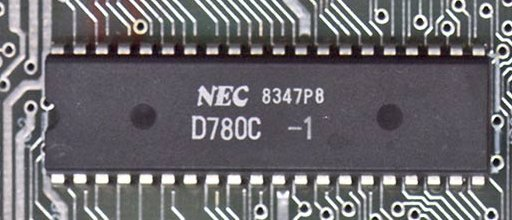
NEC uPD780C en la placa madre de un Sinclair ZX Spectrum.

El NEC µPD780C (también llamado NEC D780C) es una versión totalmente compatible del Zilog Z80 NMOS original, fabricada y comercializada por NEC Corporation de Japón. La compatibilidad incluye instrucciones indocumentadas y otras prestaciones indocumentadas.
Aunque utilizado en varios dispositivos electrónicos, como el sintetizador musical Oberheim OB-8, su uso más conocido fue en videoconsolas y ordenadores domésticos, sobre todo en los de origen japonés. Una lista incompleta de equipos que incorporaban, en toda la producción o en parte de ella, el NEC D780C es :
- Mattel Aquarius
- Canon V-8 MSX
- Canon V-10 MSX
- Canon V-20 MSX
- Canon V-25 MSX2
- Canon V-30 MSX2
- Sega/Yeno SC 3000/3000H
- Sega SG-1000
- Sega SG-1000 Mark II
- Sega Master System
- Lambda 8300
- Sinclair ZX80
- Sinclair ZX81
- Sinclair ZX Spectrum
- Timex Sinclair 1000
- Bandai Super Vision 8000
- NEC PC-8000
- NEC PC-6001
- NEC PC-6601
- NEC PC-8801
- Casio PV-1000

- Datos: Q922881
- Multimedia: NEC µPD 780C / Q922881